# General Nuisance
Pour plus de détails, voir Fiche technique et Distribution.
General Nuisance est un film américain réalisé par Jules White sorti en 1941.
C'est le neuvième film dans lequel joue Buster Keaton pour la compagnie Columbia Pictures.

## Synopsis
Un millionnaire aristocrate, Peter Hedley Lamar Jr., est fasciné par Dorothy, une infirmière de l'armée, mais son amie fait savoir à Peter que Dorothy ne s'intéresse qu'aux hommes en uniforme.

## Fiche technique
- Titre alternatif : The Private General
- Réalisation : Jules White
- Scénario : Clyde Bruckman, Felix Adler
- Production : Columbia Pictures
- Photographie : Benjamin Kline
- Montage : Jerome Thoms
- Durée : 17 minutes
- Date de sortie:
  - États-Unis : 18 septembre 1941

## Distribution
- Buster Keaton : Peter Hedley Lamar Jr.
- Dorothy Appleby : Dorothy
- Elsie Ames
- Monty Collins : Sgt. Michael Collins
- Nick Arno
- Bud Jamison : Général
- Lynton Brendt : Capitaine